# باول لوتز
باول لوتز (بالألمانية: Paul Lutz)‏ هو مجدف ألماني، ولد في القرن العشرين.

## وصلات خارجية
- باول لوتز على موقع الاتحاد الدولي للتجديف (الإنجليزية)